# Ross County
Ross County är ett administrativt område i delstaten Ohio, USA, med 78 064 invånare. Den administrativa huvudorten (county seat) är Chillicothe.

## Geografi
Enligt United States Census Bureau har countyt en total area på 1 795 km². 1 783 km² av den arean är land och 12 km² är vatten.      

### Angränsande countyn
- Pickaway County - norr
- Hocking County - nordost
- Vinton County - öst
- Jackson County - sydost
- Pike County - söder
- Highland County - sydväst
- Fayette County - nordväst

### Orter
- Adelphi
- Bainbridge
- Chillicothe (huvudort)
- Clarksburg
- Frankfort
- Greenfield (delvis i Fayette County, delvis i Highland County)
- Kingston
- South Salem